# Strictly Commercial
Strictly Commercial е компилационен албум на Франк Запа, издаден две години след смъртта му през 1993 г. Strictly Commercial е издаден в ограничен тираж като двоен винил и компакт дискове с три различни съдържания за Америка, Европа и Япония. През 2004 г. съдържанието е съкратено и е издаден като The Best of Frank Zappa в Европа. През октомври 2006 г. албумът е класиран на 64-то място в класацията на списание „Guitar World“ за най-велики китарни албуми на всички времена.

### Strictly Commercial– винил

#### Страна едно
1. „Peaches en Regalia“
2. „Don't Eat the Yellow Snow“ (сингъл)
3. „Dancin' Fool“ (12" disco mix)
  - Американското и европейското CD издания имат само микса от албума.
4. „San Ber'dino“
5. „Let's Make the Water Turn Black“

#### Страна две
1. „Dirty Love“
2. „My Guitar Wants to Kill Your Mama“
3. „Cosmik Debris“
4. „Trouble Every Day“
5. „Disco Boy“

#### Страна три
1. „Bobby Brown Goes Down“
2. „I'm the Slime“
3. „Joe's Garage“ (сингъл)
4. „Fine Girl“
5. „Planet of the Baritone Women“
6. „Sexual Harassment in the Workplace“

#### Страна четири
1. „Tell Me You Love Me“
2. „Montana“ (сингъл)
3. „Valley Girl“
4. „Be in My Video“
5. „Muffin Man“

### Американско CD издание
1. „Peaches en Regalia“ – 3:37
2. „Don't Eat the Yellow Snow“ (сингъл) – 3:34
3. „Dancin' Fool“ – 3:43
4. „San Ber'dino“ – 5:57
5. „Dirty Love“ – 2:57
6. „My Guitar Wants to Kill Your Mama“ – 3:31
7. „Cosmik Debris“ – 4:14
8. „Trouble Every Day“ – 5:49
9. „Disco Boy“ – 5:08
10. „Fine Girl“ – 3:29
11. „Sexual Harassment in the Workplace“ – 3:42
12. „Let's Make the Water Turn Black“ – 2:01
13. „I'm the Slime“ – 3:34
14. „Joe's Garage“ (сингъл) – 4:08
15. „Tell Me You Love Me“ – 2:33
16. „Montana“ (сингъл) – 4:47
17. „Valley Girl“ – 4:50
18. „Be in My Video“ – 3:39
19. „Muffin Man“ – 5:32

В европейското CD издание „Tell Me You Love Me“ е заменена с „Bobby Brown Goes Down“, която е най-големият хит на Запа в Европа, но е много полемизирана в САЩ и никога не е пускана по радиото. Версия, идентична с американското издание, е пусната в Австралия и Нова Зеландия с единствената разлика, че на бонус диск е включена и песента „Elvis Has Just Left the Building“.

### Японско CD издание
1. „Peaches en Regalia“
2. „Don't Eat the Yellow Snow“ (сингъл)
3. „San Ber'dino“
4. „Dirty Love“
5. „My Guitar Wants to Kill Your Mama“
6. „Who Are the Brain Police?“
  - В американското и европейското издание на нейно място е включена „Cosmik Debris“.
7. „Trouble Every Day“
8. „Disco Boy“
9. „Fine Girl“
10. „Sexual Harassment in the Workplace“
11. „Let's Make The Water Turn Black“
12. „I'm the Slime“
13. „Joe's Garage“ (сингъл)
14. „Tell Me You Love Me“
15. „Montana“ (сингъл)
16. „Valley Girl“
17. „Be in My Video“
18. „Muffin Man“
19. „Dancin' Fool“ (12" disco mix)
  - Американското и европейското издание имат само микса от албума.

### The Best of Frank Zappa
1. „Peaches en Regalia“ – 3:37
2. „Don't Eat the Yellow Snow“ (сингъл) – 3:34
3. „Dancin' Fool“ – 3:43
4. „San Ber'dino“ – 5:57
5. „Dirty Love“ – 2:57
6. „My Guitar Wants to Kill Your Mama“ – 3:31
7. „Cosmik Debris“ – 4:14
8. „Disco Boy“ – 5:08
9. „Fine Girl“ – 3:29
10. „I'm the Slime“ – 3:34
11. „Joe's Garage“ (сингъл) – 4:08
12. „Bobby Brown Goes Down“ – 2:49
13. „Montana“ (сингъл) – 4:48
14. „Valley Girl“ (Франк Запа, Муун Запа) – 4:50
15. „Muffin Man“ – 5:33

## Състав
- Франк Запа – композитор, продуцент, вокал, китарист
- Уорън Кукуруло – ритъм китара
- Том Фоулър – бас
- Брус Фоулър – барабани
- Кептън Бийфхарт – вокали, сопрано саксофон